# Joker Piła
MUKS Joker Piła – polski klub siatkarski z Piły.

## Historia

### Chronologia nazw
- 1992: Joker Piła
- 2003: Klub Sportowy (KS) Śnieżka Joker Piła
- 2004: KS Joker Piła
- 2005: VKS Joker Piła
- 2006: KS Joker Piła
- 2009: Joker-Rodło Piła
- 2010: Międzyszkolny Uczniowski Klub Sportowy (MUKS) Joker Rodło Piła

### Powstanie
KS Joker zainaugurował swoją działalność w 1992 roku jako klub jednosekcyjny, specjalizujący się w piłce siatkowej mężczyzn, powstał z "narybku" trenowanego w szkołach SP8 i SP6 przez m.in. Zbigniewa Kasińskiego, byli to młodzi zawodnicy trenowani jako zaplecze dla drużyny POLAM PIŁA. Już po roku działalności w 1993 roku drużyna zdobyła wicemistrzostwo Polski juniorów, trenerem był Czesław Kolpy. W następnych latach, a wśród najważniejszych osiągnięć wymienić można srebrny medal juniorów w mistrzostwach Polski, awans do finału Ogólnopolskiej Olimpiady Młodzieży, czy też udział pilskich sportowców w Mistrzostwach Świata Juniorów w Teheranie oraz dwa medale, które zdobyli siatkarze JOKERA na Mistrzostwach Europy w siatkówce plażowej.
Założyciele klubu od samego początku liczyli, że sukcesy juniorów przełożą się także na dobre wyniki drużyny seniorów, którą zamierzali zbudować na bazie własnych wychowanków. Twórcy drużyny współfinansują ją własnymi pieniędzmi.

### Start w lidze
W 1999 roku powołano zarząd klubu. Rok później prezesi Jerzy Jasiński, Włodzimierz Winkler i Arkadiusz Barański zadecydowali o zgłoszeniu drużyny seniorskiej do mistrzostw centralnych i w tym samym roku KS Joker Piła wystartował w rozgrywkach drugiej ligi. Dwa lata po starcie w rozgrywkach drugiej ligi piłki siatkowej, Joker wywalczył awans do I ligi serii B. W 2004 roku zdobyła trzecie miejsce w tej klasie rozgrywkowej.

## Bilans sezon po sezonie
| Sezon                             | Miejsce |
| --------------------------------- | ------- |
| 2002/2003 – II liga               | 1       |
| 2003/2004 – I liga seria B        | 3       |
| 2004/2005 – I liga seria B        | 1       |
| 2005/2006 – Polska Liga Siatkówki | 9       |
| 2006/2007 – I liga                | 2       |
| 2007/2008 – II liga               | 2       |
| 2008/2009 – II liga               | 1       |
| 2009/2010 – I liga                | 4       |
| 2010/2011 – I liga                | 6       |
| 2011/2012 – I liga                | 11      |

Poziom rozgrywek:
     pierwszy, najwyższy ogólnokrajowy
     drugi
     trzeci
     czwarty

## Sukcesy
- Mistrzostwa Polski Juniorów
  -  1. miejsce (1): 2008/2009
  -  2. miejsce (4):2001/2002, 2002/2003,2009/2010
  -  3. miejsce (1): 1997/1998
- Mistrzostwa Polski Kadetów
  -  2. miejsce (1): 2000/2001, 2007/2008
- Mistrzostwa Polski Młodzików
  -  1. miejsce (1): 2006/2007

## Byli zawodnicy
- Mariusz Kowalski
- Sławomir Gerymski
- Wojciech Winnik
- Łukasz Jurkojć
- Michał Kubiak
- Marcin Owczarski
- Adam Nowik
- Mateusz Malinowski

## Trenerzy
- Czesław Kolpy